# Motorola MC6847
Motorola MC6847 är en tidig integrerad grafikkrets, från början utvecklad av Motorola för enklare dataterminaler. Kretsen har en inbyggd teckengenerator i ROM, 9 färger, en textupplösning på 32x16 tecken och grafik i upplösningar upp till 256x192 pixlar.

## Färger och upplösningar
MC6847 har nio färger: svart, grön, blå, gul, röd, smutsvit (buff), cyan, magenta och orange. Alla nio färger går endast att använda i semigrafikläge 4.

### Textlägen
I textläge kan som mest två färger visas: Antingen svart på grönt eller svart på orange. Tecken kan också inverteras. Den inbyggda teckengeneratorn har enbart versaler, men en extern generator kan kopplas in. Eftersom en komplett (så när som på gemener) teckenuppsättning finns inbyggd i grafikkretsen känns datorer som använder sig av 6847 lätt igen på sina fyrkantiga O:n, för att inte nämna den gröna startskärmen. En nackdel med att förlita sig på den interna teckengeneratorn är att man inte på något enkelt sätt kan använda sig av text i grafiklägena.

### Grafiklägen
I högsta grafikupplösning (256x192) finns också endast två färglägen: Svartvitt eller svartgrönt. Genom att gå ned i upplösning till 128x192 kan man få fyra färger samtidigt i grafikläge, också med två olika paletter: Antingen grön-gul-svart-rött eller vit-cyan-magenta-orange. Ytterligare lägre upplösningar finns, men med lika begränsad färgpalett. Deras enda användningsområde är för att spara minne.

### Semigrafiklägen

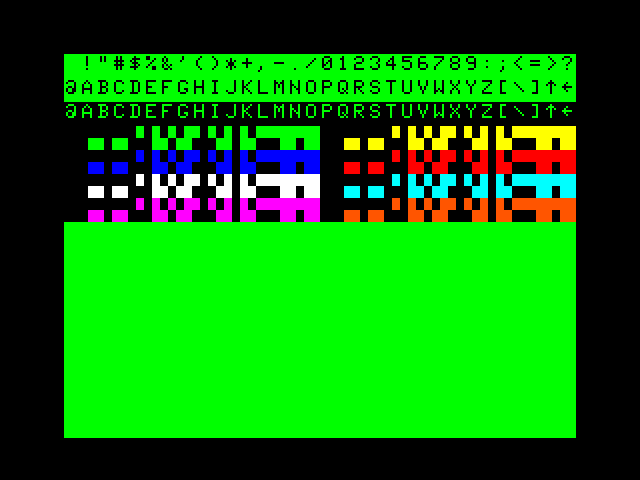
Semigrafiskt läge 4 med alla 9 färger och hela teckenpaletten.

I de speciella semigrafiska lägena kan text blandas med lågupplöst grafik, ungefär som SETDOT-grafiken på ABC 80. Lägena fungerar i grund och botten som textläget, men genom att sätta den åttonde biten i ett enskilt tecken anger man att det aktuella tecknet är ett grafiskt tecken. Två eller tre bitar i tecknet anger då färg, och de återstående tre eller fyra slår på och av sex eller fyra "pixlar" i tecknet. Endast i det lågupplösta semigrafik 4-läget kan man använda sig av alla nio färger samtidigt.
| Läge                  | Upplösning | Färger    | Byte |
| --------------------- | ---------- | --------- | ---- |
| Alphanumeric Internal | 32 x 16    | 1 + svart | 512  |
| Alphanumeric External | 32 x 16    | 1 + svart | 512  |
| Semigraphics 4        | 64 x 32    | 8 + svart | 512  |
| Semigraphics 6        | 64 x 48    | 4 + svart | 512  |
| Color Graphics 1      | 64 x 64    | 4         | 1024 |
| Resolution Graphics 1 | 128 x 64   | 1 + svart | 1024 |
| Color Graphics 2      | 128 x 64   | 4         | 2048 |
| Resolution Graphics 2 | 128 x 96   | 1 + svart | 1536 |
| Color Graphics 3      | 128 x 96   | 4         | 3072 |
| Resolution Graphics 3 | 128 x 192  | 1 + svart | 3072 |
| Color Graphics 6      | 128 x 192  | 4         | 6144 |
| Resolution Graphics 6 | 256 x 192  | 1 + svart | 6144 |

## Speciella trick

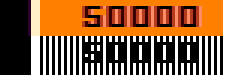
"Tjatter" på färgsignalen ger oväntade färgkombinationer. Nedan den svartvita ursprungssignalen.

- Trots att kretsen från början var avsedd för tv-terminaler kom MC6847 istället att användas i hemdatorer, först av Tandy i deras TRS-80 Color Computer. I en hemdator framgår svagheterna i kretsen särskilt tydligt; specialfunktioner för spel, såsom scrollning och spritar lyser med sin frånvaro, och de skrikiga färgpaletterna passar till få spel. Trots detta utvecklades många spel till Tandys dator, och programmerarna lärde sig snabbt att utnyttja en svaghet i det amerikanska NTSC-färgsystemet. Genom att i det svartvita grafikläget rita lodräta ränder överskrider man frekvensen färgklockan i tv-signalen, och på så vis uppstår så kallade "artefaktfärger" och kan därmed, genom att rita rätt mönster, få en simulerad färgpalett med färgerna svart, vitt, blått och brunrött. Samma problem finns inte i det europeiska PAL-systemet, och samma spel var därför helt i svartvitt på en Dragon 32.
- Genom att slå på semigrafiskt läge 4 och därefter mata videokretsen som om man använde ett helgrafiskt läge (genom att ställa den mellanliggande multiplexern MC6883 (SAM) till grafikläge) kunde man komma åt odokumenterade lägen som döptes till semigraphics 12, 18 och 24. I dessa lägen kunde man på varje linje blanda fritt mellan bitar av texttecken och semigrafiska byggstenar i alla nio färger för att på så vis uppnå en ovanligt färgglad skärm med en hög vertikal upplösning (upp till 192 pixlar på höjden) men med en begränsad horisontell upplösning. Detta svårprogrammerade och för många fördolda läge användes inte i så många spel, men två exempel är Protector II på TRS-80 och Tetris på Dragon 32.

## Användning
MC6847 var inte den mest framgångsrika grafikkretsen på marknaden, men användes likväl i en rad datorer, mest i dem med koppling till Tandys och Motorolas konstruktioner:
- TRS-80 Color Computer
- Dragon 32/64
- Laser 200
- Matra-Hachette Alice
- NEC PC-6001
- Acorn Atom
- Tandy MC-10
- APF-M1000
- APF Imagination Machine